# Josef Nolte (Priester)
Josef Nolte (* 15. August 1781 in Obernfeld, Untereichsfeld; † 1. August 1863 in Heiligenstadt) war bischöflicher Kommissarius und Domkapitular. Er war Ehrenbürger von Heiligenstadt.
Nolte wurde 1805 zum Priester geweiht. Er war von 1811 bis 1838 Pfarrer in Wingerode sowie Dechant des Dekanats Beuren. Danach war er bis 1863 Pfarrer von Liebfrauen in Heiligenstadt. Im Jahr 1838 wurde er auch zum bischöflichen Kommissarius, das heißt zum Vertreter des Bischofs von Paderborn für das geographisch entfernte Eichsfeld, ernannt.
Er war Ritter des roten Adlerordens II. Klasse und Ehrendomherr von Paderborn. 1839 wurde er 1. Propst nach Aufhebung des Martinsstiftes im Jahre 1802.